# Montigny-en-Morvan
Montigny-en-Morvan és un municipi francès, situat al departament del Nièvre i a la regió de Borgonya - Franc Comtat. L'any 2007 tenia 327 habitants.

## Demografia

### Població
El 2007 la població de fet de Montigny-en-Morvan era de 327 persones. Hi havia 172 famílies, de les quals 72 eren unipersonals (24 homes vivint sols i 48 dones vivint soles), 60 parelles sense fills, 24 parelles amb fills i 16 famílies monoparentals amb fills.
La població ha evolucionat segons el següent gràfic:
Habitants censats

### Habitatges
El 2007 hi havia 349 habitatges, 171 eren l'habitatge principal de la família, 162 eren segones residències i 16 estaven desocupats. 340 eren cases i 3 eren apartaments. Dels 171 habitatges principals, 153 estaven ocupats pels seus propietaris, 13 estaven llogats i ocupats pels llogaters i 5 estaven cedits a títol gratuït; 3 tenien una cambra, 16 en tenien dues, 40 en tenien tres, 55 en tenien quatre i 57 en tenien cinc o més. 145 habitatges disposaven pel capbaix d'una plaça de pàrquing. A 99 habitatges hi havia un automòbil i a 52 n'hi havia dos o més.

### Piràmide de població
La piràmide de població per edats i sexe el 2009 era:
| Homes | Edats   | Dones |
| ----- | ------- | ----- |
| 0     | 95 o +  | 4     |
| 0     | 90 a 94 | 0     |
| 4     | 85 a 89 | 0     |
| 0     | 80 a 84 | 8     |
| 4     | 75 a 79 | 12    |
| 0     | 70 a 74 | 4     |
| 12    | 65 a 69 | 12    |
| 16    | 60 a 64 | 4     |
| 4     | 55 a 59 | 8     |
| 36    | 50 a 54 | 32    |
| 32    | 45 a 49 | 12    |
| 28    | 40 a 44 | 24    |
| 24    | 35 a 39 | 24    |
| 24    | 30 a 34 | 20    |
| 8     | 25 a 29 | 16    |
| 8     | 20 a 24 | 0     |
| 24    | 15 a 19 | 4     |
| 20    | 10 a 14 | 12    |
| 8     | 5 a 9   | 12    |
| 28    | 0 a 4   | 8     |

## Economia
El 2007 la població en edat de treballar era de 156 persones, 98 eren actives i 58 eren inactives. De les 98 persones actives 91 estaven ocupades (51 homes i 40 dones) i 7 estaven aturades (5 homes i 2 dones). De les 58 persones inactives 26 estaven jubilades, 9 estaven estudiant i 23 estaven classificades com a «altres inactius».

### Ingressos
El 2009 a Montigny-en-Morvan hi havia 166 unitats fiscals que integraven 309 persones, la mediana anual d'ingressos fiscals per persona era de 15.355 €.

### Activitats econòmiques
Dels 17 establiments que hi havia el 2007, 3 eren d'empreses extractives, 1 d'una empresa alimentària, 3 d'empreses de construcció, 1 d'una empresa de comerç i reparació d'automòbils, 3 d'empreses d'hostatgeria i restauració, 4 d'empreses immobiliàries i 2 d'empreses de serveis.
Dels 5 establiments de servei als particulars que hi havia el 2009, 1 era un paleta, 1 guixaire pintor, 1 fusteria, 1 veterinari i 1 restaurant.
Dels 2 establiments comercials que hi havia el 2009, 1 era una botiga de més de 120 m² i 1 una botiga de menys de 120 m².
L'any 2000 a Montigny-en-Morvan hi havia 19 explotacions agrícoles que ocupaven un total de 1.442 hectàrees.

## Equipaments sanitaris i escolars
El 2009 hi havia una escola maternal integrada dins d'un grup escolar amb les comunes properes formant una escola dispersa.

## Poblacions més properes
El següent diagrama mostra les poblacions més properes.